# Ружанув (Лодзинське воєводство)
Ружанув (пол. Różanów) — село в Польщі, у гміні Кернозя Ловицького повіту Лодзинського воєводства.
У 1975-1998 роках село належало до Плоцького воєводства.